# Leucania bistriata
Leucania bistriata là một loài bướm đêm trong họ Noctuidae.